# Donagh (Île-du-Prince-Édouard)
Donagh est une communauté dans le comté de Queens de l'Île-du-Prince-Édouard, au nord-est de Stratford.